# بورصة موريشيوس
بورصة موريشيوس هي منظمة مسؤولة عن تشغيل البورصة الرئيسية في موريشيوس في بورت لويس. تدير سوقين: السوق الرسمية وسوق التطوير والمشاريع. وهناك 40 شركة مدرجة في سوق الرسمية التي تمثل القيمة السوقية ما يقرب من 5.3 مليار دولار أمريكي ولديها حاليا 48 شركة مدرجة بقيمة سوقية تبلغ نحو 1.5 مليار دولار أمريكي حتى 31 يوليو 2012. هي واحدة من البورصات الرائدة في أفريقيا وعضو في الاتحاد العالمي للتبادل.

## روابط خارجية
- الموقع الرسمي لوزارة شؤون المرأة
- قائمة الشركات بالبورصة
- رابطة الأوراق المالية الأفريقية